# Герб Баранівки
Герб Бара́нівки — офіційний символ міста Баранівка Житомирської області, затверджений рішенням 12 сесії міської ради 24-го скликання від 27 лютого 2004 року. 
Автор — В.Ільїнський.

## Опис
Щит скошений зліва тричасно червоним, лазуровим і зеленим полями, на яких — золота ваза. 
Щит обрамований декоративним картушем і увінчаний срібною міською короною з трьома бланками. 

## Зміст
Стилізоване зображення вази «Немезида» вказує на розвиток у місті порцелянового виробництва і місцевий завод, заснований ще на початку XIX століття.